# Гауауи, Лунес
Лунес Гауауи (араб. الوناس قاواوي‎; род. 28 сентября 1977[…], Тизи-Узу) — алжирский футболист, вратарь. Выступал за сборную Алжира.

## Биография

### Клубная карьера
Гауауи начал свою карьеру в клубах низших алжирских лиг, а в 22-летнем возрасте перешёл в один из сильнейших алжирских клубов «Кабилия», за который отыграл 8 сезонов, выиграв за это время два чемпионата Алжира и три Кубка КАФ. После «Кабилии», Гауауи играл за алжирские «Тлемсен», «УСМ Аннаба», «АСО Шлеф», «УСМ Блида», «АС Хруб» и «Константина». Завершил карьеру футболиста в команде «МСП Батна».

### Карьера в сборной
Лунес Гауауи дебютировал в составе национальной сборной Алжира 30 декабря 2001 года в матче против сборной Сенегала. К настоящему времени Гауауи провел в составе сборной 49 матчей. Гауауи принимал участие в двух Кубках африканских наций и в чемпионате мира 2010.

## Достижения
- Чемпион Алжира (2): 2003/04, 2005/06
- Финалист Кубка Алжира: 2003/04
- Обладатель Кубка КАФ (3): 2000, 2001, 2002